# Et uus saaks alguse
Et uus saaks alguse är en låt med den estländska sångerskan Birgit Õigemeel.

## Eurovision
Den 2 mars 2013 blev det klart att låten kommer att vara Estlands bidrag i Eurovision Song Contest 2013.